# La Plaine-des-Palmistes
La Plaine-des-Palmistes là một xã thuộc tỉnh Réunion.

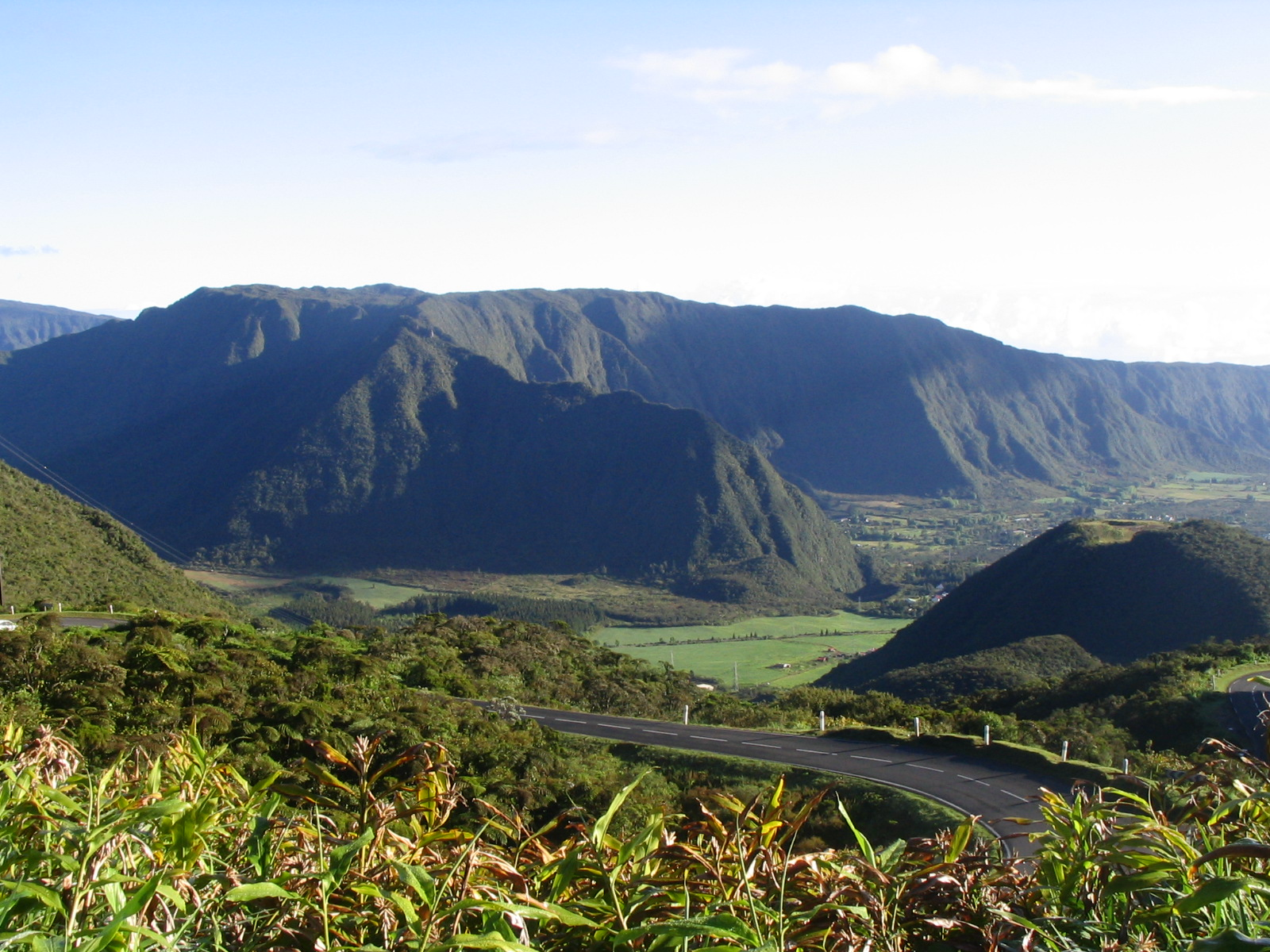
Plaine-des-Palmistes